# Штетфурт
Штетфурт (нем. Stettfurt) — коммуна в Швейцарии, в кантоне Тургау. 
Входит в состав округа Фрауэнфельд. Население составляет 1098 человек (на 31 декабря 2007 года). Официальный код  —  4606.